# 違和感
| ウィキペディアには「違和感」という見出しの百科事典記事はありません（タイトルに「違和感」を含むページの一覧/「違和感」で始まるページの一覧）。 代わりにウィクショナリーのページ「違和感」が役に立つかもしれません。 |